# Danaea leussinkiana
Danaea leussinkiana är en kärlväxtart som beskrevs av Christenh.. Danaea leussinkiana ingår i släktet Danaea, och familjen Marattiaceae. Inga underarter finns listade i Catalogue of Life.